# Kap Westbrook
Kap Westbrook ist ein Kap an der Südwestküste der westantarktischen Alexander-I.-Insel. Es bildet das südwestliche Ende der Beethoven-Halbinsel.
Der United States Geological Survey kartierte das Kap anhand von Luftaufnahmen der US-amerikanischen Ronne Antarctic Research Expedition (1947–1948), der United States Navy aus den Jahren von 1967 bis 1968 und mittels Landsat-Bildern, die zwischen 1972 und 1973 entstanden. Das Advisory Committee on Antarctic Names benannte es nach Darrel E. Westbrook Jr. (* 1933), Kommandeur der Unterstützungseinheiten der US Navy in Antarktika von Juni 1978 bis Juni 1980.